# اصغر نوروزی
اصغر نوروزی زاده ۱۳۲۳ دماوند سیاست‌مدار، نماینده سابق دورهٔ سوم مجلس شورای اسلامی در حوزه انتخابیه شهرستان دماوند بود. وی هم‌اکنون قائم مقام مؤسسه آموزش عالی ارشاد دماوند می‌باشد.